# 407-es busz
A 407-es jelzésű autóbusz Gödöllő, autóbusz-állomás és Hatvan, autóbusz pályaudvar között közlekedik. A járatot a MÁV Személyszállítási Zrt. üzemelteti.

## Megállóhelyei
| 0  | Gödöllő, autóbusz-állomás végállomás                | 38 | 317, 324, 402, 404, 405, 406, 410, 412, 422, 426, 430, 432, 440, 441, 442, 444, 446, 447, 448, 450, 451, 452, 454, 455, 461, 463, 464, 465, 466, 468, 469, 470, 471, 472, 473, 474, 475, 476, 477, 478, 479 1040, 1049, 1052, 1076, 1077, 1078 |
| 1  | Gödöllő, Egyetem                                    | 37 | 402, 404, 405, 406, 410, 412, 422, 426, 430, 432, 461, 463, 468, 469, 470, 471, 472, 474 |
| 2  | Gödöllő, Damjanich János utca                       | 36 | 404, 405, 406, 426, 461, 463, 468, 469, 470, 471, 472, 474 |
| 3  | Gödöllő, Máriabesnyő vasúti megállóhely bejárati út | 35 | 402, 404, 405, 406, 410, 412, 422, 426, 430, 432, 461, 463, 469, 474 S80 InterRégió |
| 4  | Domonyvölgy                                         | 34 | 402, 404, 405, 406, 410, 412, 422, 426, 430, 432, 461 1040, 1049, 1052 |
| 5  | Bagi elágazás                                       | 33 | 402, 404, 405, 406, 408, 409, 410, 412, 422, 424, 426, 430, 432, 434, 435, 436, 437, 438, 439, 458, 461 1040, 1049, 1052 |
| 6  | Aszód, Pesti út                                     | 32 | 405, 408, 409, 422, 424, 426, 458, 461 |
| 7  | Aszód, Kossuth Lajos utca 2.                        | 31 | 342, 347, 348, 405, 408, 409, 410, 412, 422, 424, 426, 428, 430, 432, 434, 435, 436, 437, 438, 439, 457, 458, 459, 460, 461 1040, 1049, 1052                                                                                                   |
| 8  | Aszód, művelődési ház                               | 30 | 342, 405, 408, 409, 422, 424, 426, 428, 436, 457, 458, 459, 461 |
| 9  | Aszód, vasútállomás bejárati út                     | 29 | 342, 347, 348, 405, 408, 409, 410, 412, 422, 424, 426, 428, 430, 434, 436, 437, 438, 439, 457, 458, 459, 460, 461 |
| 10 | Aszód, művelődési ház                               | 28 | 342, 405, 408, 409, 422, 424, 426, 428, 436, 457, 458, 459, 461 |
| 11 | Aszód, Kossuth Lajos utca 2.                        | 27 | 342, 347, 348, 405, 408, 409, 410, 412, 422, 424, 426, 428, 430, 432, 434, 435, 436, 437, 438, 439, 457, 458, 459, 460, 461 1040, 1049, 1052                                                                                                   |
| 12 | Aszód, Pesti út                                     | 26 | 405, 408, 409, 422, 424, 426, 458, 461 |
| 13 | Bagi elágazás                                       | 25 | 402, 404, 405, 406, 408, 409, 410, 412, 422, 424, 426, 430, 432, 434, 435, 436, 437, 438, 439, 458, 461 1040, 1049, 1052 |
| 14 | Bag, Dózsa György út 8.                             | 24 | 402, 404, 405, 406, 408, 409, 424, 434, 435, 436, 437, 438, 439, 458 S80 InterRégió |
| 15 | Bag, Malom vendéglő                                 | 23 | 400, 402, 404, 405, 406, 408, 409 |
| 16 | Bag, kultúrház                                      | 22 | 400, 402, 404, 405, 406, 408, 409 |
| 17 | Bag, községháza                                     | 21 | 400, 402, 404, 405, 406, 408, 409 |
| 18 | Bag, 3-as km-kő                                     | 20 | 400, 402, 404, 405, 406, 408, 409 |
| 19 | Hévízgyörk, gyógyszertár                            | 19 | 400, 402, 404, 405, 406, 408, 409 |
| 20 | Hévízgyörk, községháza                              | 18 | 400, 402, 404, 405, 406, 408, 409 |
| 21 | Hévízgyörk, posta                                   | 17 | 400, 402, 404, 405, 406, 408, 409 |
| 22 | Hévízgyörk, Hajnal utca                             | 16 | 400, 402, 404, 405, 406, 408, 409 |
| 23 | Galgahévíz, 7-es km-kő                              | 15 | 400, 402, 404, 405, 406, 408, 409 |
| 24 | Galgahévíz, kegyeleti park                          | 14 | 400, 402, 404, 405, 406, 408, 409 |
| 25 | Galgahévíz, községháza                              | 13 | 400, 402, 404, 405, 406, 408, 409 |
| 26 | Galgahévíz, Ady Endre utca                          | 12 | 400, 402, 404, 405, 406, 408, 409 |
| 27 | Galgahévíz, Fő út 289.                              | 11 | 400, 402, 404, 405, 406, 408, 409 |
| 28 | Tura, Galgahévízi utca 2.                           | 10 | 400, 402, 404, 405, 406, 408, 409 |
| 29 | Tura, József Attila utca                            | 9  | 400, 402, 404, 405, 406, 408, 409 |
| 30 | Tura, Magdolna utca                                 | 11 | 400, 402, 404, 405, 406, 408, 409 |
| 31 | Tura, Tabán út                                      | 10 | 400, 402, 404, 405, 406, 408, 409 |
| 32 | Tura, Sport utca                                    | 9  | 400, 402, 404, 405, 406, 408, 409 |
| ∫  | Tura, Arany János utca                              | 8  | 400, 402, 404, 405, 408, 409, 445 |
| ∫  | Tura, Zsámboki utca autóbusz-forduló                | 7  | 400, 402, 404, 405, 408, 409, 445 |
| ∫  | Tura, Arany János utca                              | 6  | 400, 402, 404, 405, 408, 409, 445 |
| 33 | Tura, Gábor Áron utca                               | 5  | 400, 402, 404, 405, 406, 408, 409, 445 |
| 34 | Tura, hatvani útelágazás                            | 4  | 400, 402, 404, 405, 406, 408, 409, 445 |
| 35 | Tura, Galábos utca                                  | 3  | 406, 409 |
| 36 | Hatvan, Rákóczi út                                  | 2  | 406, 409, 410, 412, 414 1040, 1052 |
| 37 | Hatvan, Zöldfa vendéglő                             | 1  | 348, 406, 409, 410, 412, 414 1040, 1049, 1052 |
| 38 | Hatvan, autóbusz-pályaudvar végállomás              | 0  | 348, 406, 409, 410, 412, 414 1037, 1039, 1040, 1049, 1052, 1063 1, 2, 3, 3A, 4, 6, 7, 9 S80 S780 S820 InterRégió, expresszvonat |